# Lance Royle
Lancelot Carrington Royle, detto Lance (Londra, 31 maggio 1898 – Londra, 19 giugno 1978), è stato un velocista britannico.

## Palmarès
- Giochi olimpici

Parigi 1924: argento nella staffetta 4×100 metri.